# دراگلیتسا
دراگلیتسا (به صربی: Draglica) یک منطقهٔ مسکونی در صربستان است که در نووا واروش واقع شده‌است. دراگلیتسا ۲۵۷ نفر جمعیت دارد.